# Aeropuerto Internacional de Martinica Aimé Césaire
El Aeropuerto Internacional de Martinica Aimé Césaire (Aéroport International Martinique Aimé Césaire) (IATA: FDF, OACI: TFFF) es el aeropuerto Internacional de Martinica en las Antillas francesas. Está ubicado a 10 km de Fort-de-France en la comuna conocida como Le Lamentin, el terminal fue abierto al servicio en 1950 y renombrado en 2007 en honor al poeta y político francés: Aimé Césaire.

## Historia
El aeropuerto fue construido en 1950 y entró en servicio ese mismo año. En el año 1964 se anuncia la extensión de la pista de aterrizaje a 2300 m, trabajo que fue terminado en 1971, para que pudiera aterrizar el primer Boeing 747 en 1974. En 1969 se hace una ampliación del terminal principal del aeropuerto para permitir la llegada de más pasajeros, al igual que se inaugura la terminal de carga en 1972.
En 1987 las autoridades tomaron la decisión de construir un nuevo aeropuerto, trabajos que se llevaron a cabo entre 1991 y 1997 cuando se terminó la construcción de la nueva Torre de control. En 2006 aterriza por primera vez el Airbus A380 en el aeropuerto y, finalmente, en 2007 se cambia el nombre oficial del aeropuerto a: Aéroport international Martinique Aimé Césaire.

## Infraestructura
El aeropuerto cuenta con una pista de aterrizaje de 3.300 m de largo por 45 de ancho, teniendo la terminal principal 5 puertas de embarque más 10 posiciones remotas, contando la terminal con una superficie de 24.000 m² con un área de estacionamiento para aviones de 135.000 m² con capacidad para soportar aeronaves comerciales de gran tamaño como el Airbus A380, Boeing 747, Airbus A340 y Boeing 777 entre otros. Está equipado con sistemas de aeronavegación como VOR e ILS. El aeropuerto cuenta con un área total de 337 hectáreas comprendidas en: una sala de embarque de 2.500 m² con capacidad para manejar cerca de 1.500 pasajeros por hora y 2.5 millones de pasajeros al año. Es considerado el 11° aeropuerto más grande de Francia por movimiento de pasajeros: 1.673.610 en 2008.
Ver fuente y consulta Wikidata.

## Destinos

### Destinos nacionales
| Francia (2 destinos, 2 aerolíneas) |                                            |                                          |
| Cayena                             | Aeropuerto de Cayenne-Rochambeau           | Air France                               |
| Guadalupe                          | Aeropuerto Internacional de Pointe-à-Pitre | Air Antilles / Air Caraïbes / Air France |

### Destinos internacionales
Desde el aeropuerto se vuela a diferentes destinos de América del Norte, El Caribe y Europa, que a continuación se describen:
| Ciudades por países                                | Nombre del aeropuerto                           | Aerolíneas |              |              |              |
| Norteamérica                                       | Norteamérica                                    | Norteamérica | Norteamérica | Norteamérica | Norteamérica |
| -------------------------------------------------- | ----------------------------------------------- | --- | ------------ | ------------ | ------------ |
| Canadá (3 destinos [2 estacionales], 2 aerolíneas) |                                                 | |              |              |              |
| Montreal                                           | Aeropuerto Internacional Pierre Elliott Trudeau | Air Canada / Air Transat (Estacional)                                                                                      |              |              |              |
| Quebec                                             | Aeropuerto Internacional Jean-Lesage de Quebec  | Air Canada (Estacional) (inicia el 14 de diciembre de 2025) / Air Transat (Estacional) (inicia el 14 de diciembre de 2025) |              |              |              |
| Toronto                                            | Aeropuerto Internacional Toronto Pearson        | Air Transat (Estacional)                                                                                                   |              |              |              |
| Estados Unidos (1 destino, 1 aerolínea)            |                                                 | |              |              |              |
| Miami                                              | Aeropuerto Internacional de Miami               | American Eagle |              |              |              |
| El Caribe                                          |                                                 | |              |              |              |
| Antigua y Barbuda (1 destino, 1 aerolínea)         |                                                 | |              |              |              |
| Saint John's                                       | Aeropuerto Internacional V. C. Bird             | Air Antilles |              |              |              |
| Barbados (1 destino, 1 aerolínea)                  |                                                 | |              |              |              |
| Barbados                                           | Aeropuerto Internacional Grantley Adams         | Air Antilles |              |              |              |
| Dominica (1 destino, 1 aerolínea)                  |                                                 | |              |              |              |
| Dominica                                           | Aeropuerto Douglas–Charles                      | Air Antilles |              |              |              |
| Santa Lucía (1 destino, 2 aerolíneas)              |                                                 | |              |              |              |
| Santa Lucía                                        | Aeropuerto George F. L. Charles                 | Air Antilles / Air Caraïbes                                                                                                |              |              |              |
| República Dominicana (1 destino, 2 aerolínes)      |                                                 | |              |              |              |
| Santo Domingo                                      | Aeropuerto Internacional Las Américas           | Air Antilles / Sky High Aviation Services                                                                                  |              |              |              |
| Europa                                             |                                                 | |              |              |              |
| Bélgica (1 destino, 1 aerolínea)                   |                                                 | |              |              |              |
| Bruselas                                           | Aeropuerto de Bruselas Sur                      | Air Belgium |              |              |              |
| Francia (2 destinos, 2 aerolíneas)                 |                                                 | |              |              |              |
| Burdeos                                            | Aeropuerto de Burdeos-Mérignac                  | Corsair International (Estacional) (inicia el 15 de diciembre de 2025)                                                     |              |              |              |
| París                                              | Aeropuerto de París-Charles de Gaulle           | Air France |              |              |              |
| París                                              | Aeropuerto de París-Orly                        | Air Caraïbes / Air France / Corsair International                                                                          |              |              |              |
| Alemania (1 destino, 1 aerolínea)                  |                                                 | |              |              |              |
| Fráncfort                                          | Aeropuerto de Fráncfort del Meno                | Condor Flugdienst (Estacional)                                                                                             |              |              |              |

## Antiguos Destinos
- Conviasa
  - Caracas, Venezuela / Aeropuerto Internacional de Maiquetía Simón Bolívar

- West Caribbean Airways
  - Ciudad de Panamá, Panamá / Aeropuerto Internacional de Tocumen
  - Medellín, Colombia / Aeropuerto Internacional José María Cordova

- American Eagle
  - San Juan, Puerto Rico / Aeropuerto Internacional Luis Muñoz Marín

## Carga
- Air France
- Amerijet (Miami)
- DHL (St Maarten)
- FedEx (San Juan)
- Jet Fret
- Líneas Aéreas Suramericanas (Bogotá)